# Котлети по-харківськи
Котлети по-харківськи — українська страва, характерна для Харківщини, котлети з печінковою начинкою.
Подають із зеленню або гарніром. 

## Приготування
М'ясо курки двічі пропускають через м'ясорубку разом із замоченим у молоці пшеничним хлібом, додають сіль та ретельно перемішують. Яловичу або свинячу печінку обсмажують з цибулею до готовності, пропускають через м'ясорубку, додати подрібнене, зварене круто яйце, вершкове масло і перемішують. З котлетної маси формують кульки, всередину кожного з них вкладають фарш з печінки, надають начиненим котлетам форму груші, змочують у збитих яйцях, панірують в мелених сухарях і смажать у фритюрі.